# Nils Petersson i Runtorp
Nils Petersson (i riksdagen kallad Petersson i Runtorp), född 26 april 1828 i Torsås församling, Kalmar län, död 11 november 1896 i Mortorps församling, Kalmar län, var en svensk lantbrukare och politiker.
Petersson föddes i Svinhult (nuvarande Strömby) i Torsås och gifte sig i unga år till grannsocknen Mortorp, byn Runtorp där han verkade till sin död 1896.
Vid ståndsriksdagarna 1859/60, 1862/63 och 1865/66 företrädde han bondeståndet i Södra Möre härad. Han var även ledamot i andra kammaren för Södra Möre domsagas östra valkrets från 1873 till sin död 1896.
Politiskt engagerade sig Petersson framför allt för landets ekonomi, de enskilda skogarnas skötsel samt i pensionsfrågan. Vid återkomsten till andra kammaren 1873 blev han först ledamot i lagutskottet men efter några år i statsutskottet. Han tillhörde även Lantmannapartiets niomannaråd. Han tillhörde de konservativa inom lantmannapartiet.
I sitt agerande var han ofta fyndig och rolig och den tidens medier återgav ofta runtorparns inlägg i debatten, särskilt Söndags-Nisse. En litet klassisk episod var när han frågades om den "allmänna opinionen" i sin bygd (Södra Möre). Svaret blev kort och koncist: "Allmänna opinionen, det är jag". Staffan Tjerneld har i sin memoarbok om Wallenbergs återgett ett möte mellan Marcus Wallenberg, Rudolf Wall, DN:s grundare, och Nils P. Man fann i arkivet hos Wallenberg en lapp till husfrun där hon beordrades att "när Wall och Nils P. kommer och jag ej hunnit hem", att "förpläga dem rikligt". Detta var inför en omröstning i andra kammaren om privata bankers sedelutgivningsrätt och Petterssons åsikt i lagutskottet och dennes påverkan på sina partikamrater bedömdes som mycket viktig.
Petersson var lokalt även mycket engagerad. Sin hemförsamling, Mortorp, styrde han som kommunalstämmans ordförande hårt. Han var även ledamot av landstinget, hushållningssällskapet och av Kalmar Enskilda bank. Hans förtroende i bygden var stort och han ägnade mycket tid åt bouppteckningar, auktioner och domstolsärenden på uppdrag av traktens folk.
Hans sparsamhet, eller kanske sinne för god ekonomi, i politiken återspeglades även hos honom privat. Hans skötte sitt hemman föredömligt och särskilt skogen fick stor omsorg. Enligt hans dagböcker sålde han mycket virke och ved till Ölands bönder. Virket skeppades från Hagby eller Binga vid öppet vatten på våren. Han såg även till att hans barn fick både utbildning, till exempel i den folkhögskola som han var med om att driva fram i bygden, och en god utkomst i livet.